# Jerry Schumacher
Jerry Schumacher (1970. augusztus 6. –) amerikai atlétikaedző, 2022 óta az Oregon Ducks atlétikacsapatának vezetőedzője.

## Pályafutása
Edzői pályafutása 1997-ben kezdődött a North Carolina Tar Heels helyetteseként, majd a következő évtől a Wisconsin Badgers vezetőedzője lett; csapatai két NCAA-címet nyertek. 2008-ban a Nike Oregon Project munkatársa lett, ahol több korábbi sportolóját is edzette. 2014-ben a Nike által szponzorált Bowerman Track Club vezetőedzője lett, ahol több olimpikon futót (például Mohammed Ahmed, Grant Fisher, Evan Jager és Elise Cranny) is kinevelt.
2022-ben korábbi pozícióját megtartva az Oregon Ducks atlétika-vezetőedzője lett. A The Oregonian szerint hétéves szerződése 3,4 millió dollárról szól.

## Magánélete
Korábban a Wisconsin Badgers sportolójaként 1500 méteres futás sportágban versenyzett, 1993-ban 3:39,46 időeredménnyel megdöntötte saját rekordját.
Négy gyermek édesapja.

## Fordítás
- Ez a szócikk részben vagy egészben  a   Jerry Schumacher című angol Wikipédia-szócikk ezen változatának fordításán alapul.  Az eredeti cikk szerkesztőit annak laptörténete sorolja fel. Ez a jelzés csupán a megfogalmazás eredetét és a szerzői jogokat jelzi, nem szolgál a cikkben szereplő információk forrásmegjelöléseként.